# Janina Dłuska
Janina Dłuska (Kursk, 1899 – Vilnius, 8 giugno 1932) è stata una pittrice e designer polacca.

## Biografia
Figlia di Aleksander e di Maria Bednarski, nacque da genitori polacchi nella città russa di Kursk diplomandosi a Cracovia, dove il suo talento venne notato, presso il Corso di Formazione Superiore per Donne, fondato da Adrian Baraniecki. Proseguì ed approfondì gli studi di pittura fino a laurearsi, a Mosca presso l'Accademia russa di belle arti.
La situazione politica che si venne a creare con la rivoluzione russa da un lato e il trattato di Brest-Litovsk dall'altro, in realtà non fissava dei confini netti tra la rinata Polonia che, dopo 123 anni, tornava ad essere una repubblica, ed il neo regime russo che reclamava alcuni territori. Non si dovette aspettare che pochi mesi perché i due paesi dichiarassero la guerra sovietico-polacca, generata dall'ingresso dei polacchi nei territori ucraini, bielorussi e lituani ai quali i sovietici risposero con una grande controffensiva che li portò alle porte di Varsavia. Nel 1921, con la pace di Riga, la Polonia rinunciò al sogno della "Grande Polonia" e i due paesi si spartirono i territori contesi, tranne Vilnius che divenne polacca.
Dłuska tornò in Polonia nel 1919 arruolandosi nella Lega delle Donne Volontarie (OLK), una organizzazione che non fu soltanto di sostegno infermieristico ai combattenti ma in cui le donne si impegnarono anche nelle battaglie. Al termine del conflitto, nel 1922 studiò per 3 anni presso l'Accademia delle belle arti di Monaco di Baviera, quindi si trasferì per un breve periodo di studio a Parigi per imparare le tecniche dell'Art Déco da applicare ai ritratti ad acquarello. Lavorò poi come docente di disegno in una scuola femminile a Lublino.

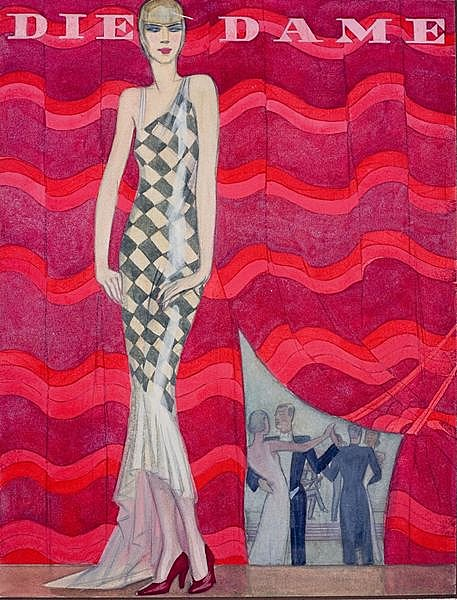
Copertina della rivista Die Dame, anni Venti, opera di Janina Dłuska

Durante il suo lavoro di designer le sue opere sono state pubblicate nelle riviste come Vogue, Die Dame ed Elegante Welt.
Nel 1931 Dłuska decise di trasferirsi a Vilnius. Essendo anche appassionata di aeronautica, iniziò col prendere lezioni teorico-pratiche, compreso l'addestramento del volo in aliante. Il quotidiano di Varsavia "Dzień Dobry" riporta in data 8 giugno 1932: "Oggi all'aeroporto dell'Aeroclub Vilnius, durante un volo di addestramento si è verificato un tragico incidente. Il biplano da esercitazione "Henriot 28" [sul quale non sono state trovate utili notizie], equipaggiato con un motore Le Rhône da 80 hp, [...], dopo essere decollato e aver compiuto due giri sopra l'aeroporto [...], è caduto da un'altezza di 100 metri. Un'indagine ha rivelato un difetto al motore. Il pilota si è rotto la mascella, Dłuska, che viaggiava come passeggero, è rimasta ferita alla testa e alle gambe. Sono stati immediatamente portati all'ospedale e operati, ma le condizioni dell'artista erano molto gravi. Due ore dopo è morta senza riprendere conoscenza".
Tre anni dopo la sua morte fu organizzata una grande mostra con le sue opere, compresi ritratti ad acquerello, immagini di fiabe e quelle per le copertine dei giornali di moda, tra cui Vogue e Die Dame. La sorella Maria, linguista all'Università Jagellonica, nel 1954 decise di donare il patrimonio artistico di Janina al Museo nazionale della Lituania.